# Bouget
Das Adelsgeschlecht Bouget stammt ursprünglich aus Frankreich. Jacques de Bouget diente als spanischer Capitain den Habsburgern und ließ sich nach seiner Entlassung aus dem Militärdienst in der freien Reichsstadt Aachen nieder. Die Familie besaß außer mehreren Häusern in Aachen (auf der Komphausbadstraße allein vier) auch das Gut und herrschaftliche Haus zu Seffent in Laurensberg. In dem vom Geh. Justizrath Häberlin zu Helmstedt im Jahre 1802 herausgegebenen Staatsarchiv (33. bis 36. Heft) steht über die Odenkirchener Linie der Familie Bouget zu lesen:„Die Gemeinde von Odenkirchen ist berühmt wegen ihrer Siamoise- und Seidenfabriken, die vor zwanzig Jahren von der Familie Bouget daselbst angelegt wurden; diese Einrichtungen beschäftigen viele Arbeiter“.

## Herkunft
Der Name taucht in stark unterschiedlichen Schreibweisen wie Bougey, Bougé, Bougee, Bougi, Bougis, Bougie, Bougy oder Bongé in Belgien, Deutschland, Frankreich, Großbritannien und Kanada auf.

## Besondere Persönlichkeiten aus der Familie Bouget
- Jacques de Bouget († 1684), Kapitain und Bürgerhauptmann zu Aachen, Besitzer des freien, der kaiserlichen Majestät unmittelbaren adeligen Schloss Neuhemsbach mit den dazugehörigen Wiesen, Weihern, Dörfern, Wäldern, hoher und niederer Gerechtigkeit, Civil- und Kriminaljuridiktion usw. und der Alten Redoute Aachen in der Komphausbadstraße.
- Henri Francis Comte de Bouget (1684–1743), Kurkölnischer Hofkammerrat und Rentmeister der Deutschordens-Komturei S. Gilles zu Aachen, beherbergte 1742 Friedrich II. bei seinem Badeaufenthalt in Aachen
- Klemens August Bernhard von Bouget (1731–1779), Kurkölnischer Hofkammerrat, Vogt und Kellner zu Odenkirchen, Gründer der ersten Textilfabrik zu Odenkirchen und Pächter von Haus Zoppenbroich
- Maria Magdalena Therese de Bouget (1733–1796), heiratete den am 29. Juli 1750 den britischen Admiral Sir Charles Knowles und war die Mutter von Sir Charles Henry Knowles
- Maria Christine Josefine de Bouget (1734–1775), genannt „la belle Stinette“, war die langjährige Geliebte des Lütticher Fürstbischof Franz Karl von Velbrück und die Mutter seiner beiden Söhne
- Karl Friedrich Maria de Bouget (1739), Kanonikus der Kollegiatkirche Saint Martin in Lüttich
- Nikolaus Josef Damian de Bouget (1741–1791), Kanonikus zu S. Dionysius in Lüttich
- Baron Ferdinand Franz Maria Bouget (1741–1818), k. u. k. Generalmajor, Kommandant des Nassauischen Kürassierregiment
- Johannes Jakobus Bouget (1762–1810), Politiker, Wirklicher Geheimer Kurkölnischer Hofrat, Präsident der Verwaltung und Deputierter des gesetzgebenden Körpers des Roerdepartement
- Josefina Constantia von Bouget, heiratete am 16. März 1800 den öffentlichen Ankläger des Département de la Roer Anton Keil
- Anna Katharina Josepha Karoline von Bouget (1764–1812) heiratete Baron Bernhard Franz Josef von Gerolt, Geheimer Kurköln. Hofrat und Herrn auf Burg zur Leyen (heute: Burg Ockenfels). Ihr Sohn Baron Friedrich Joseph Karl von Gerolt (1797–1879) war der dienstälteste deutsche Botschafter in Washington und wurde 1858 in den preußischen Freiherrenstand erhoben
- Benedicta Maria Christina Josepha von Bouget (1767) heiratete am 3. Juli 1793 den Juristen und letzten Vogt zu Odenkirchen Christian Joseph Aldenhofen aus Zons. Die Trauung wurde durch seinen Onkel Anselmus von Aldenhofen, den letzten Abt des Klosters Brauweiler, in dessen Hauskapelle zu Brauweiler vollzogen. Im Jahre 1803 kaufte sie die Burg Odenkirchen mit allen Ländereien